# Bíblia Ave Maria
A Bíblia Ave-Maria (popularmente conhecida como Bíblia da Ave-Maria) é uma edição das Sagradas Escrituras publicada pela Editora Ave-Maria em 1959, traduzida do grego, aramaico e hebraico, por monges beneditinos de Maredsous (Bélgica). Com notas de rodapé, tem uma linguagem coloquial, porém sem prejuízo para a compreensão dos aspectos históricos e culturais.
Na década de 1950 foi publicada no Brasil, cuja tradução para o português foi feita pelos Missionários do Imaculado Coração de Maria (Missionários Clarentianos) sendo a primeira edição bíblica publicada no país. Conquistou os fiéis católicos brasileiros e é considerada até a atualidade a edição mais popular da Igreja Católica no país. A Bíblia Ave-Maria é de uma linguagem acessível e atualmente conta com diversas edições em português, tais como a edição "Catequese", "Pastoral Catequético Popular", a "Edição de Estudo", "Média Zíper", "Edição Jovem", entre outras. 

## História
A decisão da Editora Ave-Maria de traduzir e publicar no Brasil, em 1959, a Bíblia em português foi uma iniciativa inovadora. Na época, não havia no país edições acessíveis dos textos bíblicos, as que existiam eram importadas e caras.[carece de fontes?] A editora publica uma variedade de edições da Bíblia, voltada para crianças, jovens, adultos e idosos.